# تورستن هيربست
تورستن هيربست هو سياسي ألماني، ولد في 23 أغسطس 1973 في درسدن في ألمانيا. نشط حزبياً في الحزب الديمقراطي الحر. في الانتخابات الفيدرالية الألمانية 2017، انتخب عضو في البوندستاغ الألماني عن دائرة Bautzen I ‏ وقد انضم خلال البوندستاغ الألماني التاسع عشر (24 أكتوبر 2017 – ) للكتلة البرلمانية جماعة الديمقراطيين الأحرار ‏ وانتخب عضو مجلس الشورى الموحد من ولاية سكسونيا ‏.